# Gora Dagna
Gora Dagna är ett berg i Armenien.   Det ligger i provinsen Ararat, i den centrala delen av landet, 50 kilometer sydost om huvudstaden Jerevan. Toppen på Gora Dagna är 2 525 meter över havet, eller 259 meter över den omgivande terrängen. Bredden vid basen är 8,1 km.
Terrängen runt Gora Dagna är kuperad österut, men västerut är den bergig. Runt Gora Dagna är det ganska tätbefolkat, med 149 invånare per kvadratkilometer.. Närmaste större samhälle är Armash, 19,5 kilometer sydväst om Gora Dagna. 
Trakten runt Gora Dagna består i huvudsak av gräsmarker.